# Râul Strâmba, Geamărtălui
Râul Strâmba este un curs de apă, afluent al râului Geamărtălui. 